# We Can’t Skate
We Can’t Skate – drugi studyjny album zespołu Dynamind wydany w 1995 przez Metal Mind Productions (z oznaczeniem 0019).

## Utwory
1. „HTS” (instrumentalny, muz. „Maciek K.”)
2. „We Can’t Skate” (muz. „Maciek K.”, sł. „Hau”)
3. „Bleed” (muz. „Maciek K.”, sł. „Hau”)
4. „I Stay Up All Night” (muz. „Maciek K.”, sł. „Hau”)
5. „Free Style” / „Pot Is Back (To The Second Generation of Smokers)” (muz. „Maciek K.”, sł. „Hau”)
6. „Bad Day” (muz. „Maciek K.”, sł. „Hau”)
7. „A Boy In A Man’s World” (cover Mucky Pup)
8. „Mind Repsychling” (muz. „Maciek K.”, sł. „Hau”)
9. „Buc” (muz. „Maciek K.”, sł. „Bolec”)
10. „K-750” (muz. „Konrad”, sł. „Hau”)
11. „We Both Know” (sampling „Hau”, „Kurczak”, sł. „Hau”)
12. „It Can’t Get Any Worse” (muz. „Konrad”, „Maciek K.”, sł. „Hau”)
13. „Weekend Skate Ill Remix” (utwór dodatkowy)

## Twórcy
Członkowie zespołu
- Rafał „Hau” Mirocha – śpiew
- Piotr „Blackie” Jakubowicz – gitara basowa
- Maciej „Maciek K.” Kowalski – gitara elektryczna, produkcja muzyczna
- Konrad „Konrad” Śmiech – gitara elektryczna
- Rafał „Wójek” Wójcik – perkusja

Inni zaangażowani
- Grzegorz „Bolec” Borek – tekst i śpiew utworu „Buc"
- Andrzej Karp – inżynier dźwięku
- Piotr Sitek – produkcja muzyczna
- Julita Emanuiłow – mastering
- Kajetan Czarnecki – projekt okładki
- Bogusław Pezda – remiks płyty w utworze "Weekend Skate Ill Remix"[1]

## Opis
- Utwory powstawały podczas prób w garażu, położonym o 50 metrów od Bramy nr 6 Huty im. Tadeusza Sendzimira w Krakowie[1]. To miejsce wywarło wpływ na kompozycje utworów zarówno pod względem muzycznym jak i lirycznym[1]. Pierwsza piosenka na płycie, będąca utworem instrumentalnym, nosi tytuł „HTS” i oznacza ww. Hutę im. Tadeusza Sendzimira[1]. Tenże skrót nosili sami muzycy na koszulkach[1].
- Materiał na płytę był nagrywany latem 1995 w studio Spaart w Boguchwale[1].
- Album miał premierę 25 września 1995, zaś dwa tygodnie wcześniej, 11 września, wydano singel pt. „Buc”[2].
- Według wypowiedzi członków zespołu, styl muzyczny na tej płycie odbiegał nieco od debiutanckiego albumu, mimo że nadal w ich muzyce było sporo dawki „hardcore'a w hip-hopowym klimacie”[1]. Członkowie formacji przyznali jednak, że ich zainteresowanie uległy poszerzeniu[1]. Z drugiej strony uznali, że piosenki na tym krążku są szybsze, a jednocześnie o bardziej rozbudowanych harmoniach (np. w utworze "Mind Repsychling")[1].
- Tytuł płyty (pol. „nie umiemy jeździć na desce”) stanowi odniesienie do ówczesnej fascynacji muzyków Dynamind skateboardingiem, mimo że sami przyznawali się do braku dostatecznej umiejętności jazdy na desce[1]. Pomysł na wizję okładki płyty poddała zespołowi grupa określająca się mianem Menthol Pumpkin Sk8boarding[1]. Na okładce płyty znajduje się zdjęcie przedstawiające jezdnię pod przebiegającą estakadą, gdzie leżą we krwi zwłoki osoby, która poniosła śmierć podczas jazdy ulicą na desce, najprawdopodobniej w wyniku zderzenia ze stojącym obok samochodem[1]. Na pierwszym planie ukazany jest but denata, rozcięty na szpicu, a na widocznym dużym palcu u nogi zawieszony został bilecik, pozostawiony przez koronera[1]. W opinii członków Dynamind ofiara takiego wypadku może przedstawiać każdego z nich, jako że nie potrafili oni umiejętnie poruszać się na desce[1].
- Promujący album singel „Buc” został wydany zarówno na kasecie magnetofonowej jak i na płycie kompaktowej[1]. Zawierał cztery utwory, w tym tytułowy, będący jedyną piosenką na płycie zaśpiewaną w języku polskim[1]. Tekst tego utworu stanowił krytykę środowiska yuppie, odznaczającego się chciwością pieniędzy[1]. Zarówno autorem tekstu jak i wykonawcą wokalnym tej piosenki był zaprzyjaźniony z Dynamind krakowski raper „Bolec”[1]. Podczas trasy koncertowej z początku 1996 (Dynamind, Illusion, Flapjack), utwór wykonywali wspólnie „Hau” oraz Grzegorz „Guzik” Guziński z Flapjacka[3].
- Utwór pt. "K-750" odnosił się do zainteresowania Maćka K. motorami i jest poświęcony rockersom z Nowej Huty[1]. Tytuł piosenki oznacza pojemność silnika motoru[1].
- Wśród utworów znalazła się jedna piosenka czysto rapowa oraz cover piosenki pt. „A Boy In A Man’s World” zespołu Mucky Pup, wydanej pierwotnie na płycie A Boy In A Man’s World z 1988[1], której autorami byli Chris Andersen i grupa Mucky Pup[4].
- Promocja wydawnictwa była wspierana przez czasopismo „Metal Hammer”, rozgłośnię RMF FM oraz browar EB[2]. Grupa promowała album na traie jesienią 1995, w tym w połowie października tego roku wystąpiła na trzech koncertach w Polsce wraz z zespołami Paradise Lost i Flapjack[2][1].